# Sint-Michaëlskerk (Engolasters)

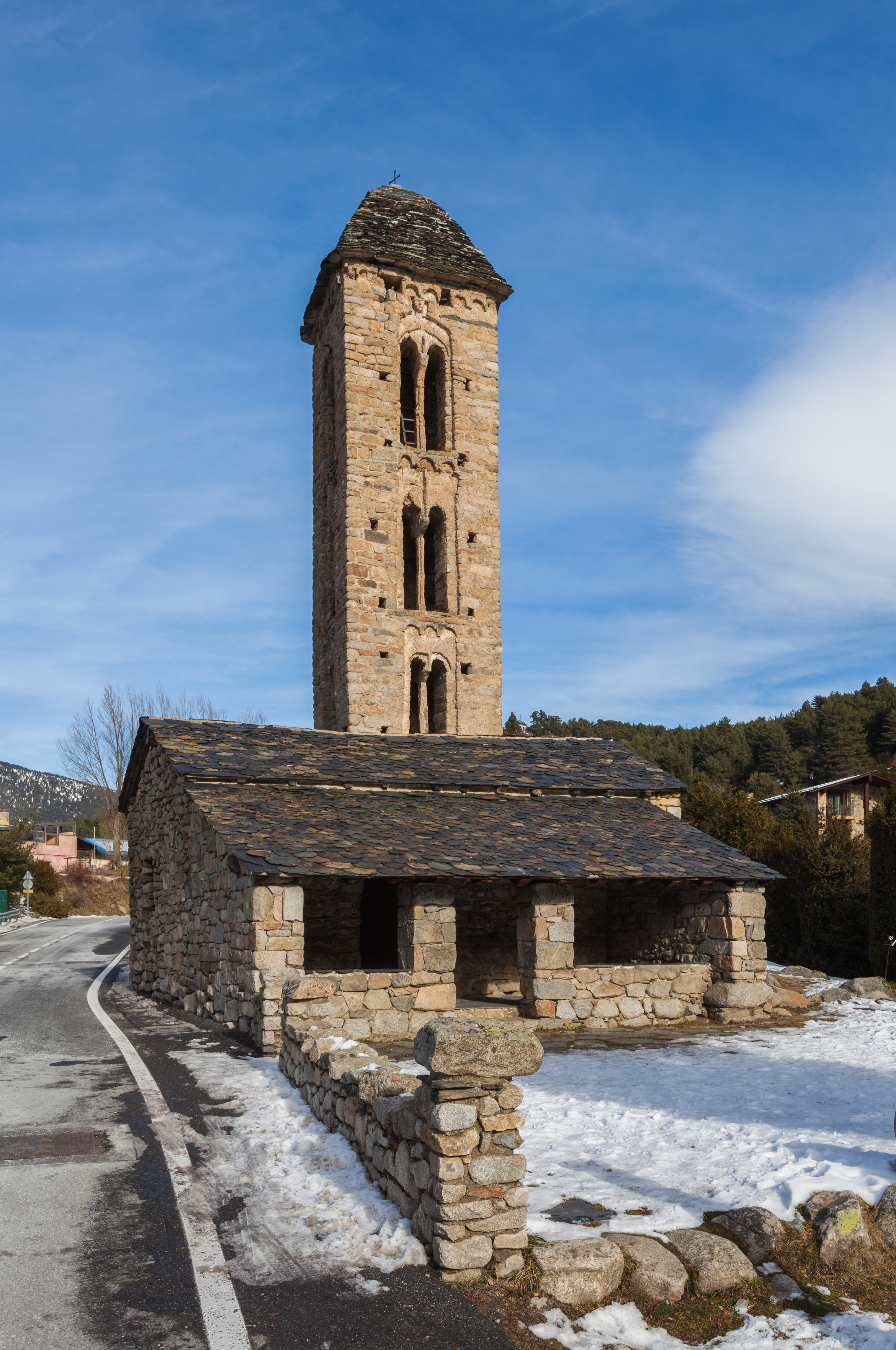
Sint-Michaëlskerk

De Sint-Michaëlskerk is een kerkgebouw in de plaats Engolasters in de parochie Escaldes-Engordany in Andorra. De kerk staat geregistreerd als monument als onderdeel van het cultureel erfgoed van Andorra.
Het georiënteerde kerkje bestaat uit een eenbeukig schip met halfronde apsis en tegen de noordelijke zijkant van de kerk gebouwde klokkentoren.

## Geschiedenis
In de 11e-12e eeuw werd de kerk gebouwd.

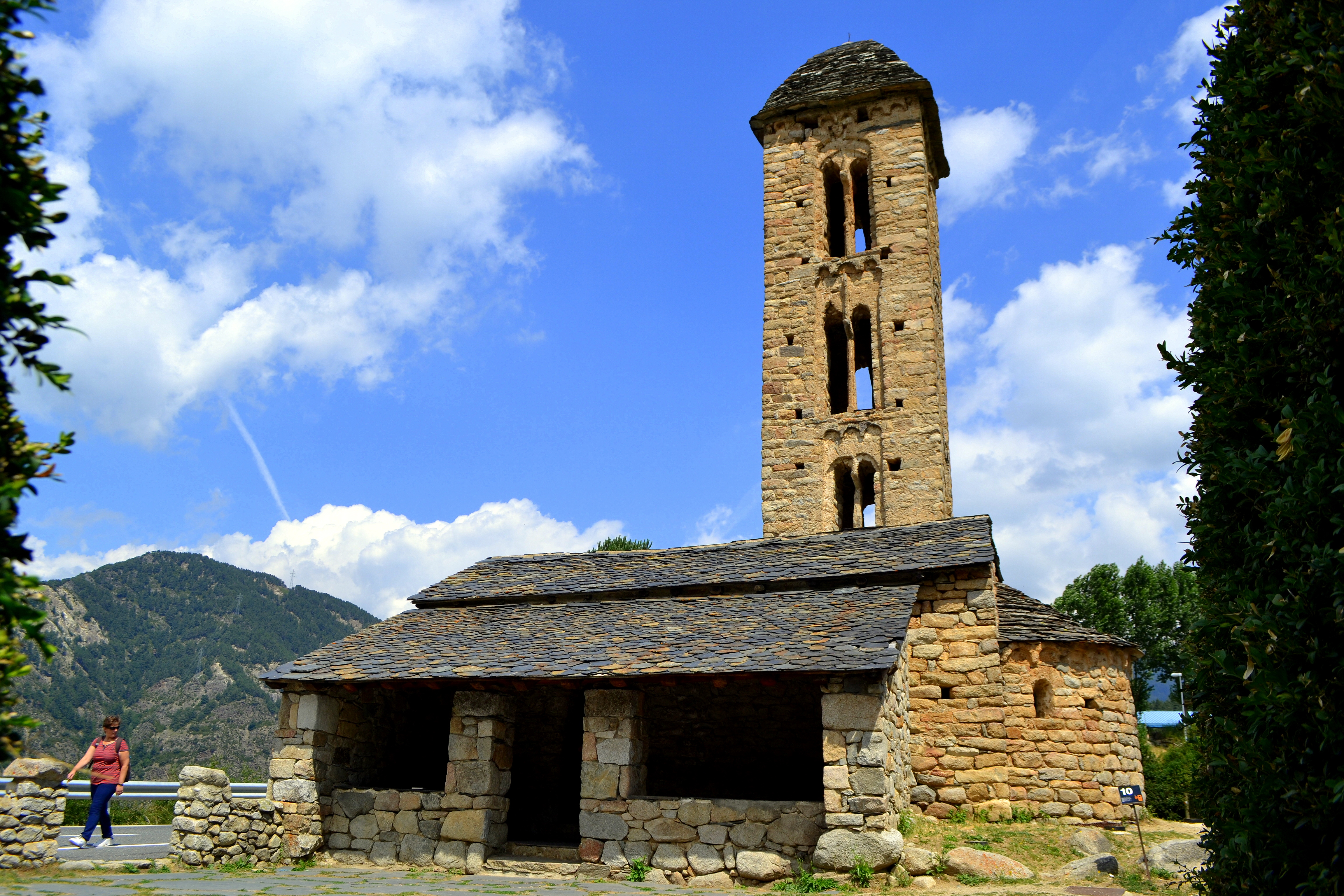
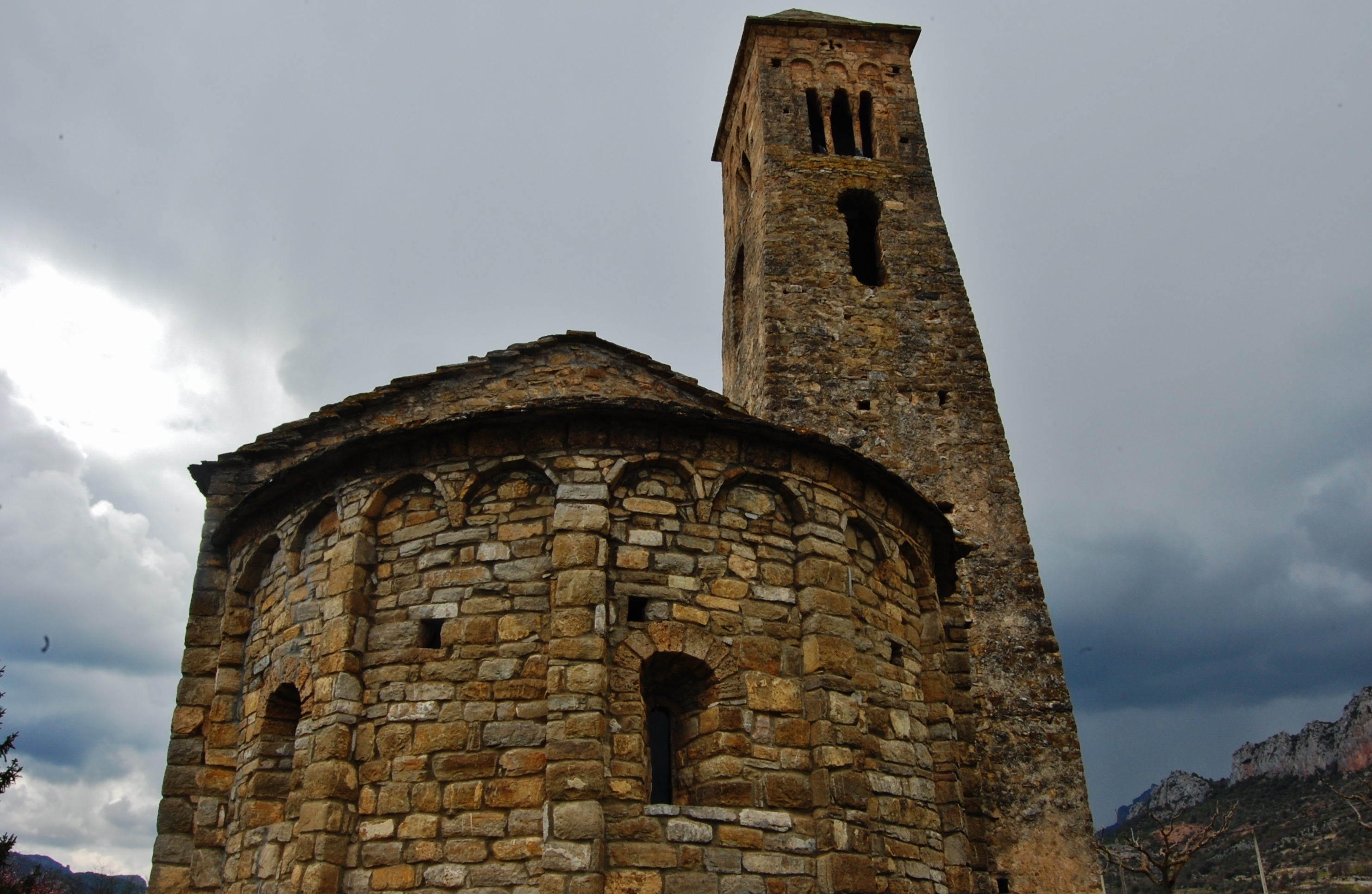